# Herkules (markiz Baux)
Ercole Grimaldi, markiz Baux (ur. 16 grudnia 1623, zm. 2 sierpnia 1651) – członek monakijskiej rodziny książęcej, następca tronu Monako od 16 grudnia 1623 do 2 sierpnia 1651, syn księcia Honoriusza II Grimaldi i księżnej Hipolity Grimaldi.

## Dzieciństwo i młodość
Herkules urodził się 16 grudnia 1623. Był jedynym synem pierwszego w dziejach księcia Monako, Honoriusza II Grimaldi i jego małżonki, księżnej Hipolity Grimaldi. Jego dziadkami ze strony ojca byli senior Monako, Herkules I Grimaldi i dama Maria Grimaldi, z domu Landi. Imię otrzymał po swoim dziadku i oczekiwano, że w przyszłości zasiądzie na rodzinnym tronie jako Herkules II.

## Małżeństwo i rodzina
4 lipca 1641 poślubił księżną Marię Aurelię Spinola, córkę księcia La Molietta, Luci Spinoli i jego kuzynki, Belliundy Spinoli. Rodzina jego małżonki była niezwykle wpływowa w Republice Genui. Ich pierwsze dziecko, Ludwik I Grimaldi, przyszedł na świat 25 lutego 1642. Następnie parze urodziły się trzy córki: Maria Hipolita Grimaldi (8 maja 1644, która poślubiła księcia Montafii, Karola Emanuela de Simiane, Joanna Maria Grimaldi (ur. 4 czerwca 1645), która została żoną Andrea Imperiali, księcia Francavilla oraz Teresa Maria Grimaldi (ur. 4 września 1648), której mężem był markiz San Martino, Zygmunt d’Este.

## Członek rodziny książęcej
Herkules przygotowywany był do pełnienia w przyszłości funkcji księcia Monako. Nigdy nie objął tronu. Został zastrzelony 2 sierpnia 1651 i zmarł, mając niespełna dwadzieścia osiem lat. Następcą tronu został jego najstarszy syn, Ludwik I Grimaldi, który w chwili śmierci ojca miał niecałe siedem lat. Jego żona, Maria żyła do 1670.